# E578 (európai út)
Az E578 európai út Romániában, Erdély keleti részén található, észak-dél irányú, végpontjai Szeretfalva (északon) és Kökös (délen). 290 km hosszú. Fontosabb települések, melyeken áthalad: Teke, Szászrégen, Déda, Maroshévíz, Gyergyószentmiklós, Csíkszereda, Tusnádfürdő, Sepsiszentgyörgy. Hargita megye egyetlen európai útja. A romániai útszámozás szerint a DN15A, DN16, DN15, DN12 országutak nyomvonalán halad.